# Iperinflazione

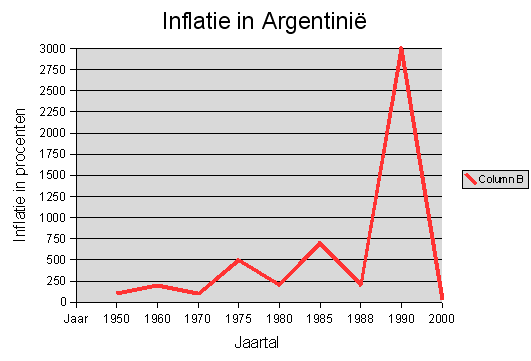
Iperinflazione in Argentina

Iperinflazione, in economia, indica una situazione di inflazione particolarmente elevata tanto da indurre i consumatori a usare valuta estera; secondo i principi contabili internazionali (IAS 29)  si parla di iperinflazione quando uno Stato tende a fissare i prezzi in valuta estera e quando il livello dei prezzi è raddoppiato nell'arco di un triennio. Principale causa dell'iperinflazione è un aumento persistente della quantità di moneta, eccessivo rispetto alla crescita del PIL.

## Storia

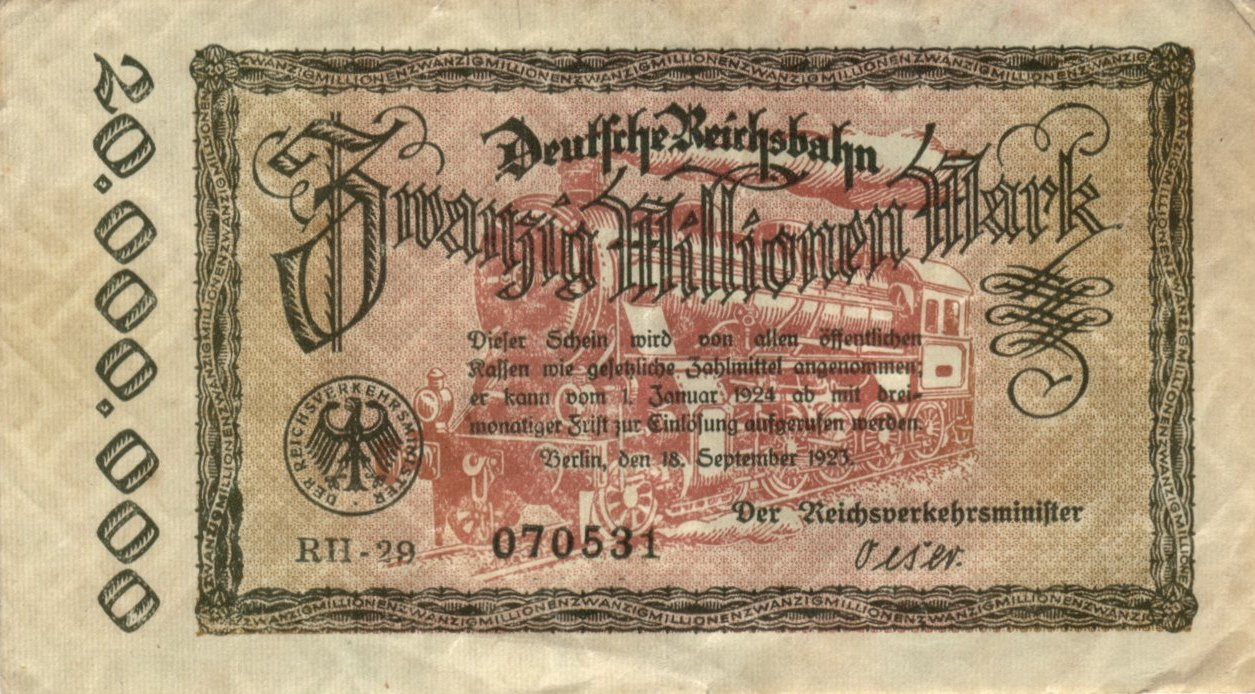
20 milioni di marchi (1923)

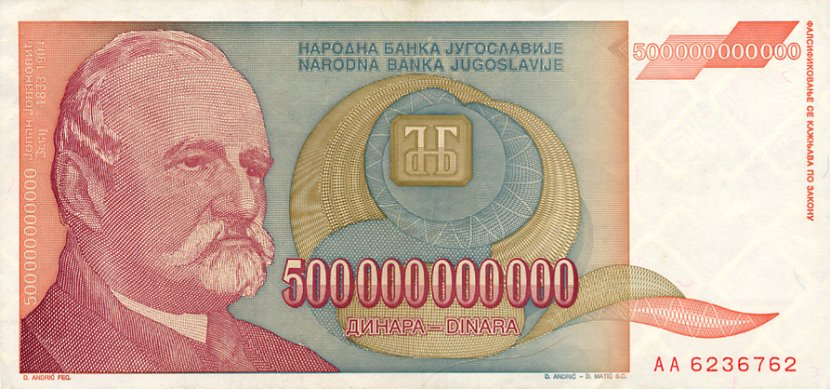
500 miliardi di dinari (1993)

La storia conosce molti casi di iperinflazione: ad Atene al termine della guerra del Peloponneso (404 a.C.), nella Roma antica sotto i regni di numerosi imperatori, da Caracalla (212 d.C.) a Diocleziano (280 d.C.), nelle colonie americane sotto il Congresso Continentale nel 1781, in Francia dal 1790 al 1796, in Germania, in Austria, in Ungheria, in Polonia e in Russia dopo la prima guerra mondiale, e in alcuni Paesi dell'America Latina oggi, i più noti dei quali sono: il Brasile che - tra il 1970 e il 1990 ufficialmente adottò una serie pressoché interminabile di valute (cruzeiro, cruzeiro nuovo, cruzado, secondo cruzado, nuovamente cruzeiro, poi il cruzeiro real e infine, dal 1994, il real); la Colombia - che ricevette dal famigerato narcotrafficante Pablo Escobar la proposta di vedersi saldati tutti i debiti coi proventi del narcotraffico in cambio dell'impunità dei cartelli colombiani della cocaina; l'Argentina che ufficialmente non rimborsò più gli investitori stranieri titolari delle proprie obbligazioni nel 2002 e la Bolivia dove il prezzo dell'acqua potabile è salito alle stelle da quando - nel 2000 - il governo vendette i diritti di sfruttamento alle compagnie statunitensi.
Un discorso a parte meritano le economie dei paesi belligeranti, specialmente se occupati da una potenza straniera: la Germania, nei paesi invasi durante la seconda guerra mondiale, non si limitava soltanto a imporre ai Paesi sconfitti le spese per il mantenimento del proprio esercito (alimenti, carburante, vestiario, ecc.) e le riparazioni di guerra, ma imponeva anche il cosiddetto "marco d'occupazione", ovvero un cambio artificiale della propria moneta ipervalutata rispetto a quelle dei Paesi sconfitti (che, di conseguenza, venivano ipersvalutate): fu così che alla Repubblica Sociale Italiana dell'ex alleato Benito Mussolini, Adolf Hitler impose un'indennità annuale di 15 miliardi di lire (valore del 1943), e una rapina di ogni prodotto industriale (bellico in primis) e agricolo che contribuì a provocare un'inflazione in Italia del 450% annua, in cambio della rinuncia ad imporre in Italia il marco d'occupazione (che in Italia non esistette). Una delle iperinflazioni più spettacolari nella storia e anche quella per cui si verificarono le statistiche più adeguate si è verificata in Germania negli anni dal 1919 alla fine del 1923.
Infine, un caso particolare è quello dell'Argentina del periodo della dittatura dei generali (1976 - 1983), dove la già grave situazione economica ereditata dai militari (nel 1974 l'inflazione passò in un semestre dal 24,2% al 182,8%), arrivò al 444,1% al momento del golpe militare il 23 marzo 1976. Una politica ultraliberista la ridusse al 164,7% nel 1982 alla vigilia della Guerra delle Falklands per riesplodere l'anno successivo al termine della guerra al 343,3%.

### Nell'Impero Romano
Uno dei casi storicamente più studiati d'iperinflazione fu quello che travagliò l'impero romano dal 160 d.C. fino alla sua caduta. L'espansione militare ininterrotta di Roma a partire dalle guerre condotte sotto il re, Tullio Ostilio, per il predominio sul Lazio, che vide nel 673 a.C. la presa di Alba Longa si concluse alla morte dell'imperatore Traiano nel 117 d.C.. A quel tempo, il dominio di Roma i estendeva su quasi 6 milioni di km², dall'attuale Portogallo, al Sahara Spagnolo, al Sudan settentrionale, alla Crimea, all'Azerbaigian, al Kuwait, alla parte superiore dell'Arabia Saudita. La conquista di tutti questi territori generava grandi ricchezze, sia in termini di tassazione, che di spoliazione dei popoli sottomessi. Con l'imperatore Adriano si giunse a stimare che, al di là dei confini di Roma, non ci fossero territori utili allo sfruttamento minerario da cui ottenere metalli preziosi, per cui non sarebbe valsa la pena la loro conquista, nel senso che l'occupazione militare di tali lande sarebbe costata molto di più del beneficio che se ne sarebbe potuto trarre. Infatti, erano tre le voci dell'erario che maggiormente incidevano come "spese non decurtabili", ovvero le donazioni gratuite di denaro alla plebe per evitare rivolte, le spese per la macchina burocratica e le spese militari (che, a partire dal 200 d.C. assorbivano il 60% delle finanze statali), cosicché l'occupazione di nuovi territori avrebbe inevitabilmente incrementato i costi burocratici, amministrativi e militari. L'esercito imperiale era composto da professionisti pagati in oro, posto interamente a carico dell'erario, mentre l'esercito repubblicano era composto da contadini e plebei, con costo d'arruolamento molto contenuto (vitto, alloggio e armi). La sostanziale differenza tra l'esercito imperiale e la sua controparte repubblicana, era che l'esercito repubblicano si dimostrava più fedele al proprio generale che non allo Stato, perché unicamente da lui dipendevano la spartizione del bottino e l'ottenimento di terre coltivabili a fine campagna, come hanno dimostrato le marce su Roma compiute da Silla nel 88 a.C., da Giulio Cesare nel 49 a.C. e da Ottaviano Augusto nel 43 a.C., mentre l'esercito imperiale aveva maggior disciplina e costi molto maggiori, anche se non era stato completamente eliminato il rapporto affaristico che legava il generale alle proprie truppe, in quanto, mentre durante il periodo repubblicano era il generale a favorire l'arricchimento delle sue truppe, nell'impero erano le ribellioni dei militari ad innescare guerre civili facendo eleggere al trono imperiale il proprio generale come usurpatore, in cambio di ricche prebende. La stabilizzazione delle frontiere e la cessazione delle guerre espansive a partire dal 120 d.C. fece chiudere l'economia romana su sé stessa, e le spese pubbliche, in assenza di proventi esterni da campagne militari aggressive, provocò un progressivo incremento del deficit di bilancio tanto che, nel 167 d.C., l'imperatore Antonino Pio dovette alienare 
parte del tesoro della famiglia imperiale a titolo di contribuzione personale atta a coprire parte delle spese della campagna militare contro i Marcomanni. Oltre all'imposizione di nuove tasse, il progressivo esaurirsi delle miniere ispaniche e daciche provocò un costante decremento del titolo argenteo del denario, che passò dal 95% sotto Augusto all'85% sotto Traiano, e dal 75% sotto Marco Aurelio al 5% sotto Caracalla, per approdare, sotto Diocleziano a una moneta costituita per il 98% di bronzo e da un sottile placcatura argentea, tanto che nessuno lo accettava come mezzo di pagamento e, nelle campagne, si era ritornati al baratto. L'inflazione era salita ad oltre il 1.000% e l'estremo tentativo di Diocleziano di calmierare i prezzi con un editto, nel 301 d.C. fu pressoché ignorato in quanto si era sviluppato il mercato nero. Il secolo successivo, fino al fatidico 476 d.C. le spese militari continuarono incessantemente ad aumentare e le monete auree erano corrisposte unicamente ai militari a mo' di stipendio mensile, e comunque, anche queste erano diminuite continuamente in termini di titolo, perché agli 8 g d'oro presente nell'Aureo di Augusto, si era passati ai 7,3 g sotto Caligola, ai 7,20 g sotto Nerone, ai 7,11 g sotto Domiziano, ai 6,5 g sotto Commodo, ai 6,1 g sotto Eliogabalo, per esser sostituito con il solido da Costantino nel 309 d.C. che conteneva 4,3 g d'oro e dal Tremisse sotto Onorio, nel 411 d.C., che ne conteneva solo 1,5 g.

### Nella Repubblica di Weimar
Già allo scoppio della prima guerra mondiale, nel 1914, per fronteggiare l'immane sforzo bellico, la Germania abolì la convertibilità aurea del marco; la popolazione ritirò dalla banca del Reich monete d'oro per un valore di 100 milioni di marchi. Di conseguenza, quest'ultima sospese l'incasso di banconote e monete divisionali. Il governo perseguì la via del finanziamento statale incrementando la stampa di banconote. Fino al termine del conflitto, la quantità del denaro in circolazione era quintuplicata, mentre la quota delle monete era scesa allo 0,5%. I costi estremamente elevati del conflitto, dell'ordine di 164 miliardi di marchi, furono sostenuti soprattutto da diverse forme di prestiti obbligazionari e solo in minima parte da imposte belliche e aumenti delle tasse. L'idea era, una volta usciti vittoriosi, di ripagare i debiti a spese dei vinti, ma il conflitto vide la Germania uscire sconfitta. Tra il 1871 e il 1913 l'inflazione tedesca aveva mostrato un andamento molto contenuto e a tratti addirittura negativo, negli anni della prima guerra mondiale l'inflazione annua salì invece in media al 28,3% e i prezzi, nel solo 1919, aumentarono del 60%, mentre nel 1920 l'incremento fu del 240%. Nel 1923, a causa anche dell’invasione franco - belga della Ruhr, salì tra il 15 e il 40% al giorno. Come una bomba ad orologeria, gli squilibri finanziari derivanti dalle immense necessità di spesa dello Stato per ragioni di guerra esplosero dopo un lustro in tutta la loro drammaticità. Nel periodo direttamente successivo, cioè tra il 1919 e il 1923, l'inflazione raggiunse il 662,6% annuo. Nel biennio tra 1921 e 1923 si scatenò la vera "iperinflazione di Weimar". Durante la sua fase finale, nel novembre 1923, il marco valeva un bilionesimo [1/1.000.000.000.000] di quanto valesse nel 1914. 

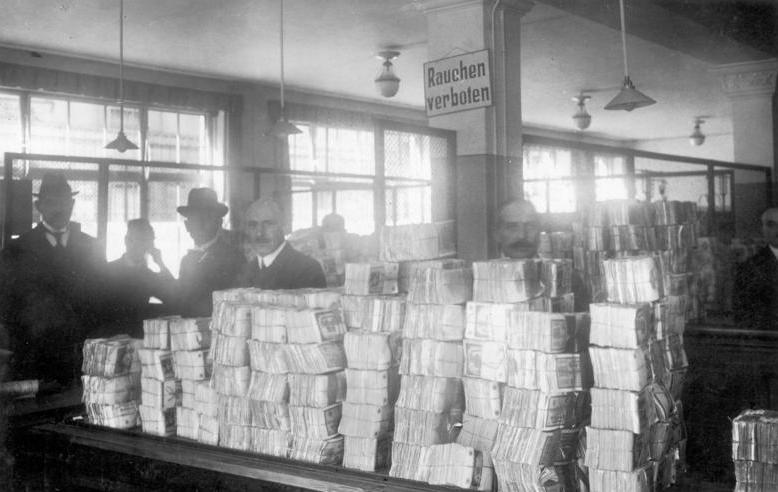
Sportello di consegna del denaro alla Reichsbank di Berlino

In Germania durante gli anni venti, nella fase politica nota come Repubblica di Weimar, si usò il termine Papiermark (in tedesco "marco di carta") per indicare le banconote emesse per pagare i debiti di guerra stampando banconote. Le nazioni vincitrici della Grande guerra decisero di addebitare alla Germania i costi della guerra da loro sostenuti. Senza nessun riguardo alle riserve di oro che avrebbero dovuto garantire la valuta, la Germania continuò a stampare cartamoneta per cercare di assolvere formalmente il debito, cercando di comprare sul mercato estero valute "forti" a qualsiasi costo pur di poter assolvere all'obbligo riparativo bellico, il che causò la rapidissima svalutazione della moneta. Durante l'iperinflazione, furono emesse banconote di taglio elevato. Non furono quasi più coniate monete, tranne per alcune serie da 200 e 500 marchi d'alluminio. Il Papiermark fu prodotto in enormi quantità: esistevano anche tagli da 100 000 000 000 000 di marchi (centomila miliardi). Centinaia di fabbriche di carta stampavano giorno e notte nuove banconote, francobolli e altri valori con sopra delle cifre sempre più astronomiche. Stamperie pubbliche e private, statali, regionali, comunali, bancarie e persino private emettevano fiumi di marchi che non valevano il prezzo della carta su cui erano impressi. Complessivamente 30 000 persone erano impegnate nella produzione dei circa dieci miliardi di banconote emesse. Trenta fabbriche producevano la carta e 133 aziende terze con 1.783 stampanti lavoravano giorno e notte per la tipografia del Reich. In totale, la banca del Reich emise 524 trilioni di marchi (un trilione ha 18 zeri), cui si aggiunsero altri 700 trilioni «d'emergenza» fatti stampare da 5800 città, comuni e imprese per fronteggiare la crisi economica. Il più delle volte, le banconote e i francobolli stampati qualche ora prima venivano sovrimpressi con valori superiori e, per accelerare la produzione, le banconote venivano stampate da un solo lato. Il primo passo verso l'iperinflazione del 1923 venne mosso nell'agosto 1914, al momento di entrare nella Prima Guerra Mondiale, quando la Germania fu costretta, come tutte le nazioni belligeranti, a sospendere il Gold Standard, il cambio tra valuta nazionale (il marco) e l'oro, rinunciando alla stabilità dei prezzi e del cambio. Durante il periodo della Grande Guerra la Germania emise obbligazioni del "Prestito Nazionale" legate a beni immobili statali (terreni agricoli od edificabili, foreste, miniere, e via discorrendo) non facilmente liquidabili dagli acquirenti in caso di necessità, e, soprattutto, pignorabili in caso di sconfitta da parte dei vincitori. La Germania perse la guerra e il punitivo Trattato di Versailles sanciva una pace assai dura per il paese sconfitto. Infatti,  la Germania perse, a causa della riduzione del suo territorio, il 28% dei giacimenti di carbone e il 78% dei giacimenti di ferro. Inoltre, le vennero sequestrati, in conto riparazioni, decine di migliaia di vagoni ferroviari, di pali telegrafici, di binari, di impianti industriali, a favore soprattutto di Francia e Belgio, e, solo in esigua parte, di Gran Bretagna. Ma il colpo di grazia all'economia tedesca venne inferto con l'esorbitante conto delle riparazioni belliche, calcolato nella stratosferica cifra di 132 miliardi di Goldmark al valore prebellico del 1913, che erano pari a circa tre volte il Pil annuale tedesco, da pagare in rate da due miliardi all’anno con oro oppure con valuta estera "forte" (dollari statunitensi, sterline britanniche, franchi svizzeri o francesi), e in più il 26% del valore annuale delle esportazioni tedesche. Un semplice calcolo può esemplificare l'assurda pretesa di tale debito imposto alla Germania sconfitta: sarebbero serviti ben 42 anni consecutivi (dal 1919 al 1961)  di austerità totale per saldare tale debito se la nazione non avesse speso un solo centesimo per i servizi dello stato sociale, oppure 69 anni di austerità parziale (dal 1919 al 1988) mantenendo un minimo di servizi alla popolazione.
La perdita di valore del marco nei confronti del dollaro fu irrefrenabile: se il cambio, al momento dell'entrata in guerra, nell'agosto 1914, era di 1 dollaro per 4.2 marchi, esso era raddoppiato a 8.91 marchi per 1 dollaro nel novembre 1918, al momento dell'armistizio. Ma la svalutazione del marco peggiorò negli anni successivi con un andamento progressivo: 1 dollaro valeva, nel settembre 1920, 40 marchi (era decuplicato il cambio col dollaro d'anteguerra), nel gennaio 1921, 65 marchi e, nell'ottobre del medesimo anno, 180 marchi; nel gennaio 1922 il dollaro si cambiava a 1.000 marchi, e a dicembre, per 1 dollaro, occorrevano già 2.420 marchi. L'impennata incontrollata dell'inflazione si verificò nel corso del 1923: all’inizio del gennaio 1923 ci volevano 6.890 marchi per un dollaro, e alla fine del mese il cambio era lievitato a 48.390 marchi per un dollaro; ad inizio di giugno 1923 era giunto a 100.000 marchi ed era quasi raddoppiato a fine mese (193.500 marchi); nel luglio 1923 si era precariamente stabilizzato a 350.000 marchi; ad inizio agosto 1923 era esploso a 4.600.000 marchi e a fine mese era quasi triplicato (11.400.000 di marchi), dopo di che la svalutazione del marco era diventata incontenibile: nel settembre 1923, 100.000.000 di marchi; all'inizio d'ottobre 1923, 25.000.000.000 di marchi e 170.000.000.000; nel novembre 1923, 4.200.000.000.000 di marchi. A dicembre 1923 il cambio venne sospeso. Ma già ad agosto 1923 il marco era praticamente rifiutato anche all'interno della Germania, sostituito dal baratto, sia negli scambi, che nella corresponsione degli stipendi. Il valore del Papiermark (marco di carta), che nel gennaio 1914 veniva cambiato a 4,2 per ogni dollaro statunitense, raggiunse, nell'agosto 1923, il valore di 1.000.000 di marchi per dollaro e già nessun tedesco voleva esser retribuito con la propria valuta nazionale. È nota, a tal proposito, una fotografia di un calzolaio che aveva affisso un cartello nella sua bottega che recitava: "Verkauf und Reparature in Tausch gegen Lebensmittel" ("Acquisti e riparazioni in cambio di generi di prima necessità"). Il tasso di cambio a 4.200.000.000.000 per dollaro il 20 novembre 1923 veniva considerato soltanto "un dato a livello statistico", perché venne abolito il cambio con le valute estere, non trovandosi banche disposte ad accettare la svalutatissima moneta tedesca e il commercio estero era del tutto bloccato.
Da ciò si evince come l'iperinflazione consista in un aumento smisurato e continuo dei prezzi, che impoverisce l'economia perché i prezzi perdono la loro funzione di segnalare, attraverso la scarsità, la migliore allocazione delle risorse. Un aumento che impoverisce soprattutto i più deboli, perché nell'iperinflazione sono i più furbi ad avvantaggiarsi. A rimetterci sono - all'inizio - coloro che detengono un reddito fisso, come i lavoratori dipendenti (nel 1923 il governo tedesco fu costretto a pagare, quotidianamente entro l'ora di pranzo, lo stipendio ai dipendenti, i quali s'affrettavano a comperare qualsiasi merce da utilizzare per il baratto, in una sorta di "economia di sopravvivenza" prima di vedersi letteralmente sublimare il denaro tra le mani), mentre temporaneamente si salvavano coloro che potevano adeguare le proprie entrate alla continua ascesa dei prezzi. Il mercato nero prosperava in siffatte condizioni di precarietà. Con il tempo, però, anche i lavoratori autonomi iniziarono a trovarsi in difficoltà, in quanto diventava sempre più arduo trovare un numero sufficiente di clienti in grado di spendere grandi somme di denaro per richiedere le prestazioni professionali dei liberi professionisti, o i prodotti immessi sul mercato dagli industriali. Il ceto medio, specialmente coloro che avevano tenuto i soldi sul conto corrente bancario, od avevano acquistato i buoni del tesoro statale, fu letteralmente azzerato. Contadini, allevatori e agricoltori erano tra i pochi che riuscivano ad avere una dieta adeguata. Il 15 novembre 1923 un dollaro americano comprava 4.200 miliardi di marchi, e per comprare un chilo di pane ci voleva più di un chilo di banconote. Si verificarono fatti assurdi come quando, a metà luglio, un uomo riferì di aver ordinato un caffè al bar, a Norimberga, salvo aver scoperto che il suo prezzo era raddoppiato quando arrivò al suo tavolo. Similmente, a settembre 1923 un funzionario di banca che portava una carriola di banconote per le vie di Stoccarda venne rapinato in strada della carriola, ma non delle banconote che conteneva, e, a Monaco di Baviera, una donna, l'8 settembre, aveva lasciato un attimo una valigia di banconote sull'uscio del suo negozio di alimentari quando, in un attimo, qualcuno ha rubato la valigia, ma ha svuotato i soldi per strada. Una lettera a uso interno del Paese il 1º gennaio 1923 costava 10 marchi, il 10 ottobre 2 milioni di marchi e il 1º dicembre (1923) 50 miliardi di marchi. Francobolli da 5 miliardi di marchi erano utilizzati per spedire le cartoline (ma, in realtà, non erano utilizzati: gli uffici postali timbravano la corrispondenza con la dicitura "Tassa evasa" (“Gebuhr bezahlt”) perché il prezzo dei valori bollati cresceva di giorno in giorno, cosicché - oggigiorno - tali francobolli raramente si reperiscono vidimati con timbri originali, che non siano, quindi, falsi o di favore). Sono note fotografie dell'epoca dove con le banconote si facevano aquiloni, aeroplani e barche di carta, o mattoncini precursori dei "Lego" per il gioco dei figli, oppure carte da parati per rivestire i muri delle stanze, o anche come combustibile per stufe domestiche. Carriole piene di carta moneta servivano a comprare un uovo, un boccale di birra, o un biglietto del tram. In questa situazione drammatica, si tornò a fare senza il denaro, in quanto le banconote erano utilizzate per accendere le stufe, quando la gente era già da mesi dedita al baratto dei beni. La situazione si normalizzò solo nel gennaio 1924, quando fu introdotta - a partire dal 15 novembre 1923 - la nuova moneta, il Rentenmark, che sostituiva milioni dei vecchi biglietti di banca.
Il taglio più alto di una banconota durante l'iperinflazione tedesca fu di cento milioni di miliardi (100.000.000.000.000.000) di marchi. Ma, a partire dal giugno 1923, nessun paese straniero accettava più i marchi tedeschi per il pagamento dei propri prodotti, così che si ebbe il collasso del commercio con l'estero. Dal settembre successivo iniziò il razionamento dei beni di prima necessità nelle grandi città tedesche perché i coltivatori e gli allevatori non inviavano più i loro prodotti in cambio degli svalutatissimi marchi, col risultato che carestia e fame iniziarono a minare la pace sociale. Nel frattempo la disoccupazione era salita al 25% della forza lavoro perché le industrie manifatturiere producevano solo per il mercato estero, essendo venute meno le commesse dal mercato nazionale interno. Molte piccole attività artigianali chiudevano o fallivano. In assenza di sottoscrittori, il debito pubblico statale tedesco divenne insostenibile e venne ufficialmente dichiarato fallimento. Il marco non era più trattato a livello internazionale, perché le banche private tedesche e le banche estere, sia pubbliche sia private, si rifiutavano di accettare e di cambiare la valuta germanica.
Il 2 dicembre 1923, ultimo giorno di quotazione ufficiale del marco, prima del congelamento del cambio, i prezzi di alcuni generi di prima necessità erano valutati nel seguente modo:
- 1 corsa in tram: 50 miliardi di marchi.
- 1 biglietto ferroviario di II^ classe da Berlino a Monaco di Baviera di andata e ritorno: 300 miliardi di marchi.
- 1 boccale di birra: 4 miliardi di marchi.
- 1 panino da 80 g. con prosciutto o formaggio: 150 miliardi di marchi.
- 1 kg di patate: 90 miliardi di marchi.
- 1 kg di pane non condito: 428 miliardi di marchi.
- 1 francobollo per lettera ordinaria all'interno della Germania: 50 miliardi di marchi.
- 1 francobollo per lettera ordinaria all'interno dell'Europa: 100 miliardi di marchi.
- 1 uovo: 320 miliardi di marchi.
- 1 litro di latte intero: 360 miliardi di marchi.
- 1/2 kg di burro: 2.800 miliardi di marchi.
- 1/2 kg di carne suina fresca 3.600 miliardi di marchi.

A Capodanno 1923 - 1924 si ebbe la risoluzione del problema iperinflattivo grazie al governo di Gustav Stresemann. Hans Luther diventò ministro delle finanze a metà ottobre e l’economista Hjalmar Schacht venne nominato, il 12 novembre, presidente della Reichsbank, con il preciso obiettivo di porre fine all’iperinflazione. Schacht ebbe carta bianca e il piano di stabilizzazione prevedeva il divieto, per la Reichsbank, di emettere nuove obbligazioni statali e di emettere nuova cartamoneta.  Essa iniziò anche a ritirare il vecchio Papermark pivo di valore. Il Ministero del Tesoro aveva calcolato che c'erano 400.338.236.350.700.000.000 (400,3 miliardi di miliardi) Reichsmark in circolazione in tutta la Germania. Il nuovo cambio interno fu fissato al tasso di 1 nuovo Rentenmark per 1 miliardo di vecchi Papiermark. L'emissione della nuova valuta si accompagnò alla creazione di una nuova banca, la Deutsche Rentenbank, l'unica titolata all'emissione della nuova moneta, il Rentenmark ("marco di rendita"), garantita attraverso beni reali e ininflazionabili, come terreni per uso agricolo o industriale. I beni per garantire l’emissione di moneta furono valutati in 3,2 miliardi di Goldmark, e venne emessa una quantità pari di Rentenmark che andò a sostituire il Papiermark, col cambio fissato a 4,2 Rentenmark per dollaro americano (il tasso di cambio del marco prima della guerra, nel 1914).

### Nel secondo dopoguerra
Al termine della seconda guerra mondiale la Germania era praticamente da ricostruire per intero. Privata delle miniere della Slesia, in quanto la regione era passata sotto la Polonia e privata di gran parte della costa sul Mar Baltico, passata sotto l'URSS (Prussia Orientale) e sotto la Polonia (Pomerania e Prussia Occidentale), la Germania venne ulteriormente divisa in quattro zone di occupazione tra il 1945 e il 1948. A causa del progressivo peggioramento dei rapporti reciproci tra le potenze vincitrici del conflitto, sorsero due nuovi stati tedeschi, la Repubblica Federale di Germania (BRD) sui territori occupati da Francia, Gran Bretagna e Stati Uniti, e la Repubblica Democratica Tedesca (DDR) nella zona d'occupazione sovietica. Mentre nella DDR l'inflazione non si manifestò a causa della collettivizzazione delle terre, del controllo statale sugli istituti bancari e sul mercato dei beni (peraltro a lungo razionati), nella Repubblica Federale Tedesca si procedette alla conversione della moneta nazionale che si era fortemente svalutata nel biennio 1946 - 1948 anche a causa del cosiddetto "mercato nero". Nel giugno 1948 – con la Germania ridotta in rovine e la produzione industriale ritornata ai livelli del 1840 – Ludwig Erhard avviò la riforma monetaria atta a rimuovere l'eccesso di circolante monetario.
Al Reichsmark fu sostituito il Deutsche Mark; la Reichsbank venne privatizzata e divenne la Bundesbank; i depositi bancari, il cui titolo di proprietà era legittimo e certo furono convertiti al tasso 10:1. In pratica, dalla sera alla mattina, il governo non riconobbe più il valore legale del Reichsmark, che doveva essere necessariamente convertito nella nuova unità monetaria, e ridusse di dieci volte il potere di acquisto dei patrimoni monetari. Venne rimossa gran parte del circolante dal territorio nazionale e venne inaugurata una forma di emissione monetaria controllata (si stampava ex novo soltanto l'aliquota di carta moneta ritirata dal mercato in quanto usurata) in modo da mantenere costante l'ammontare del circolante. A ogni cittadino furono distribuiti, inoltre, quaranta nuovi marchi, che costituirono la base per l'incremento dei nuovi patrimoni. Il vecchio denaro non valeva più nulla e quello nuovo non poteva esser convertito in altre valute fino al 1958, quando in tutta Europa si ritornò al cambio libero tra le monete in regime di piena convertibilità.
Un caso emblematico fu negli anni 2000, l'iperinflazione nello Zimbabwe, che raggiunse un tasso del 63% nel 2001, per poi assumere valori astronomici nel 2008 al momento di cessazione della validità della valuta nazionale e l'introduzione del dollaro statunitense in sua vece. Altri esempi d'iperinflazione si ebbero in Bolivia dal 1969 al 1998, in Venezuela a partire dal 1998, in Etiopia tra il 1965 e il 1991, in Iraq tra il 1980 e il 2008, in Argentina a più riprese dal 1970, in Cile tra il 1968 e il 1984, in Russia tra il 1989 e il 1999, in Turchia a partire dal 2014, in Libano dal 1974 al 1991 e dal 2017 in poi, in Ghana dal 1985, in Iran dal 1979, in Cina dal 1945 al 1953, in Somalia dal 1988, in Liberia dal 1980 al 1992, in Sierra Leone tra il 1991 e il 2003, in Libia dal 2011, in Nicaragua tra il 1979 e il 1990, in El Salvador tra il 1980 e il 1988, in Siria dal 2010, in Sudan tra il 1983 e il 2017, in Mali dal 2016, in Ciad tra il 1972 e il 2004, in Uganda tra il 1971 e il 1987, nella Repubblica Centrafricana dal 1966 al 1998, in Jugoslavia tra il 1984 e il 1991, in Brasile dal 1985 al 1994, in Colombia dal 1974 al 2002.

## Altri casi d'iperinflazione
- Casi d'iperinflazione si verificarono al termine della Rivoluzione americana, quando il dollaro continentale veniva stampato senza controllo, tanto da avviare gli Stati Uniti al fallimento economico - finanziario nel 1790. All'epoca risale il detto tuttora popolare: "Non vale un Continentale".
- Durante la Rivoluzione francese chi rifiutava gli assegnati, sempre più privi di valore, viveva pericolosamente (era passibile di condanna alla pena capitale). Nel dicembre del 1789 l'Assemblea Nazionale rivoluzionaria decretò la confisca dei beni della Chiesa, nella speranza di poter ripianare i debiti dello Stato. Poiché non si poteva confidare di vendere i terreni a breve, i debiti venivano ripagati con i cosiddetti «assegnati», prestiti di Stato remunerati. Dopo solo un anno dall'inizio della rivoluzione, tuttavia, gli impulsi positivi per l'economia si erano già esauriti e la remunerazione venne sospesa. L'accettazione di questi titoli rimaneva però obbligatoria e i contravventori – secondo una menzione sulla banconota – rischiavano la vita. Ciononostante, quando nell'aprile del 1795 il valore degli assegnati crollò all'8 per cento, sempre più commercianti si rifiutarono di accettarli. I lavoratori, pagati esclusivamente in questa «valuta», si impoverivano a vista d'occhio. L'anno dopo, con un corso di 30:1, gli assegnati furono sostituiti dai «mandats territoriaux», limitati a 2,4 miliardi. Il 27 maggio 1797 tutti gli assegnati furono dichiarati nulli.
- Nel 1946, in Ungheria, lo százmillió B.-Pengő (100 000 000 000 000 000 000 di pengő) fu la banconota in circolazione dal taglio più alto di tutti i tempi. Nell'ambito della riforma monetaria del 1º agosto 1946 un fiorino sostituì non meno di 400 quadriliardi di pengő (un 4 seguito da 29 zeri). La banconota utilizzata dal taglio più alto era lo százmillió B.-Pengő (100 milioni di bilioni di pengő), seguita dall'egymilliárd B.-Pengő (un 1 seguito da 21 zeri) che fu stampata, ma non entrò mai in circolazione.
- Contemporaneamente (1946-1949), in Giappone, Paese privo di risorse minerarie di rilievo, si assistette ad un'impennata inflazionistica dovuta anche allo sforzo ricostruttivo circa i danni imputabili alla guerra appena perduta. L'Impero, appena al termine della seconda guerra mondiale, sperimentò un periodo di iperinflazione. Per ovviare al problema il governo decise una manovra che verteva sull'introduzione di nuove banconote. Nel 1946 i Giapponesi furono costretti a depositare tutto il loro denaro liquido nelle banche, che si sarebbero incaricate di distribuire le nuove monete metalliche e cartacee. Tale distribuzione, tuttavia, poteva essere fatta solo con determinate limitazioni e i depositi bancari vennero bloccati per un certo periodo di tempo. In tal modo venne eliminato l'eccesso di liquidità circolante e l'inflazione tornò sotto controllo molto rapidamente, senza il bisogno di procedere a rialzi dei tassi di interesse (che all'epoca sarebbero comunque risultati inutili).
- Il ventennio 1970-1990 fu un periodo buio per l'economia boliviana: l'inflazione galoppante spinse le autorità governative all'adozione di una nuova valuta. Venne stampata anche una banconota da 10.000 vecchi pesos con impressa la sovrastampa del nuovo valore nominale di un centavo. La banconota divenne fin dall'inizio di difficile utilizzo, tanto che figurò più nei cataloghi di vendita delle società numismatiche che non nei negozi della Bolivia.
- Anche altri stati dell'America Latina si trovarono alle prese con l'iperinflazione tra il 1970 e il 1990. Emblematico è il caso dell'Ecuador, che nel marzo del 2000 abbandonò la propria unità monetaria adottando il dollaro statunitense.
- Casi di iperinflazione si sono registrati in paesi del Sud America negli anni novanta e in Russia, durante la presidenza di Boris El'cin, a seguito della svalutazione del rublo.
- In Russia l'inflazione colpì duramente l'impero zarista già dal 1916, durante la Prima Guerra Mondiale, quando la carne divenne introvabile e furono pesantemente razionati altri beni alimentari di prima necessità, quali latte, pane, patate ed uova. L'inadeguatezza degli stipendi di fronte all'incremento dei prezzi dei generi alimentari fu la causa della "Rivoluzione di febbraio" del 1917, che, iniziata alle Officine Meccaniche Putilov di San Pietroburgo provocò la caduta del regime zarista, sostituito da un goveno liberal - democratico, che continuò la guerra a fianco della Triplice Intesa, aggravando la svalutazione del rublo e la penuria di beni di prima necessità. La continua crescita dell'inflazione fu una delle cause della successiva "Rivoluzione d'Ottobre", cui seguì una guerra civile di durata quinquennale, con l'evoluzione dell'inflazione in iperinflazione. L'iperinflazione fu una delle cause della Rivolta di Kronstadt dei marinai comunisti del marzo 1921, repressa nel sangue dall'Armata Rossa. Col termine della guerra civile e la vittoria del governo comunista, il 18 giugno 1923, l'iperinflazione rientrò e l'nflazione cessò alla morte di Lenin, nel gennaio 1924.
- In Russia, nell'autunno del 1991, alla caduta del comunismo, la ricchezza della nazione venne divisa in tre parti: una andò allo Stato, che mantenne la partecipazione di maggioranza nelle imprese appena privatizzate; una agli investitori stranieri e il resto alla popolazione. Il primo ottobre del 1992 lo stato donò ad ogni cittadino voucher pari a 10.000 rubli (corrispondenti ai tempi a circa 60 dollari, cioè il salario medio mensile), questi voucher dovevano servire ad acquistare le azioni delle ex aziende statali. I voucher potevano essere tenuti o venduti, ma nella realtà pochissimi russi sapevano come usarli. Gli obiettivi da perseguire al fine di affrontare tale transizione furono individuati in (1) liberalizzazione, (2) stabilizzazione e (3) privatizzazione. La prima fiammata inflazionistica si accese tra il 1992 e il 1994, quando il tasso di cambio del rublo sul dollaro precipitò da 230 a 3.500 rubli. La svalutazione, insieme all'inflazione a due cifre, spazzò via i risparmi della gente. I risultati della liberalizzazione, abbassando i controlli sui prezzi, portarono tuttavia a un'inflazione incontrollabile (aggravata dal fatto che la Banca Centrale, organo sotto il controllo del Parlamento, scettica di fronte a tali riforme, decise di stampare nuova cartamoneta per finanziare il debito accumulato) e la prossima bancarotta di molte imprese russe, il cui modello di produzione era inadeguato a confrontarsi con il libero mercato globale. Nel 1998 si sfiorò la bancarotta dello stato.
- Nella Repubblica Federale di Jugoslavia tra il 1992 e il 1994 il dinaro venne rivalutato ufficialmente per 3 volte, con rapporti di 1:10, 1:1.000.000 e di 1:1.000.000.000; infine venne introdotto il nuovo dinaro, ancorato al marco tedesco. Alla fine del 1993, in Serbia, un chilo di pancetta costava 20 bilioni di dinari.
- Lo Zimbabwe attraversa una grave fase d'iperinflazione a causa della continua emissione di banconote, il cui valore nominale non è supportato da beni reali e che non godono della fiducia degli operatori economici. Nel 1984 la nazione avviò una "radicale" riforma agraria con la confisca senza indennizzo delle terre e delle fattorie appartenute ai coloni europei e ai loro discendenti, che furono distribuite alle famiglie dei miliziani e dei partigiani della guerra di liberazione. Fu un provvedimento demagogico e punitivo che schiantò la produzione agricola fino ad allora florida (il paese - da esportatore - divenne, nel giro di tre anni, importatore di derrate alimentari). Nel 1991 il paese risultò insolvibile e il Fondo Monetario Internazionale lo punì azzerandogli il credito. A cavallo tra il 2007 e il 2008 l'inflazione dello Zimbabwe si aggirava sul 60.000%-100.000%, ha raggiunto i 2.000.000% intorno alla metà del 2008, ha toccato gli 11.200.000% nel settembre dello stesso anno per raggiungere l'incredibile dato del 231.000.000% in ottobre. Dal 2009 in Zimbabwe non viene più stampata la banconota nazionale ma hanno corso legale il Dollaro statunitense e il Rand sudafricano. La nazione africana - oggigiorno - sopravvive grazie alla cooperazione da parte della Cina, che presta assistenza tecnica e distribuisce aiuti alimentari in cambio delle concessioni minerarie in esclusiva. Nel giugno 2015 lo Zimbabwe dice addio definitivamente alla banconota da 100 trilioni, fissando il tasso di cambio di 5 dollari americani ogni 175.000 quadrilioni di dollari locali.
- Altro caso emblematico è quello del Venezuela la cui economia è quasi totalmente dipendente dal petrolio. Il crollo del prezzo dell'olio minerale, tra il 2010 e il 2013 ha provocato il collasso delle entrate statali di valuta estera, tanto che la moneta locale, il bolívar, ha subito un tracollo: a novembre 2019 l'iperinflazione ha raggiunto l'1.000.000% e i beni di prima necessità sono reperibili unicamente al mercato nero in cambio di dollari oppure col baratto.[9]

## Periodi d'iperinflazione nel mondo
A cavallo tra il 1900 e il 2018 si è assistito a casi sorprendenti d'iperinflazione, generalmente calcolati su base mensile. Come indicatore storico di riferimento, la Rivoluzione francese produsse un'inflazione mensile del 143% durante il settennato tra il 1789 e il 1796. Il record di perdita di valore della moneta spetta all'Ungheria nel periodo immediatamente successivo alla seconda guerra mondiale, quando l'inflazione raggiunse il tetto del 207% quotidiano nel corso del 1946.
Ecco i casi più eclatanti, Paese per Paese, espressi mensilmente:
| Paese            | Percentuale (%) (alcune cifre sono in notazione scientifica) | Inizio | Fine |
| ---------------- | ------------------------------------------------------------ | ------ | ---- |
| Francia          | 143                                                          | 1789   | 1796 |
| Ungheria         | 82                                                           | 1923   | 1924 |
| Ungheria         | 1295E+16                                                     | 1945   | 1946 |
| Jugoslavia       | 309E+6                                                       | 1922   | 1924 |
| Jugoslavia       | 59                                                           | 1984   | 1985 |
| Jugoslavia       | 5E+15                                                        | 1992   | 1993 |
| Zaire            | 3E+11                                                        | 1996   | 1997 |
| Taiwan           | 2178                                                         | 1949   | 1950 |
| Taiwan           | 399                                                          | 1995   | 1995 |
| Russia           | 17,8                                                         | 1921   | 1922 |
| Russia           | 210                                                          | 1991   | 1992 |
| Italia           | 37,5                                                         | 1943   | 1945 |
| Italia           | 18                                                           | 1979   | 1980 |
| Romania          | 167                                                          | 1998   | 2000 |
| Polonia          | 330                                                          | 1921   | 1924 |
| Polonia          | 188                                                          | 1989   | 1990 |
| Polonia          | 77                                                           | 1992   | 1994 |
| Nicaragua        | 127                                                          | 1986   | 1989 |
| Messico          | 132,46                                                       | 1987   | 1988 |
| Austria          | 124                                                          | 1921   | 1922 |
| Germania         | 29500                                                        | 1920   | 1923 |
| Unione Sovietica | 279                                                          | 1945   | 1949 |
| Ecuador          | 75                                                           | 1983   | 2000 |
| Argentina        | 196                                                          | 1989   | 1990 |
| Armenia          | 438                                                          | 1993   | 1994 |
| Cina             | 4209                                                         | 1947   | 1949 |
| Georgia          | 197                                                          | 1993   | 1994 |
| Azerbaigian      | 118                                                          | 1991   | 1994 |
| Bolivia          | 120                                                          | 1984   | 1986 |
| Brasile          | 84                                                           | 1989   | 1994 |
| Grecia           | 11288                                                        | 1942   | 1945 |
| Israele          | 21,2                                                         | 1983   | 1984 |
| Giappone         | 30,4                                                         | 1946   | 1947 |
| Perù             | 114                                                          | 1921   | 1924 |
| Perù             | 397                                                          | 1990   | 1990 |
| Zimbabwe         | 7,96E10                                                      | 2008   | 2008 |
| Tagikistan       | 78                                                           | 1993   | 1996 |
| Turkmenistan     | 63                                                           | 1992   | 1994 |
| Ucraina          | 249                                                          | 1991   | 1991 |
| Corea del Nord   | 100                                                          | 2009   | 2009 |
| Paraguay         | 11                                                           | 1953   | 1953 |
| Venezuela        | 13800                                                        | 2016   | 2018 |
| Kirghizistan     | 157                                                          | 1992   | 1992 |
| Bulgaria         | 242                                                          | 1997   | 1997 |
| Bielorussia      | 53                                                           | 1994   | 1994 |
| Colombia         | 14,9                                                         | 1986   | 1986 |
| Kazakistan       | 57                                                           | 1994   | 1994 |

Nota:
1. ↑  Indicatore storico di riferimento

## Iperinflazioni più alte della storia

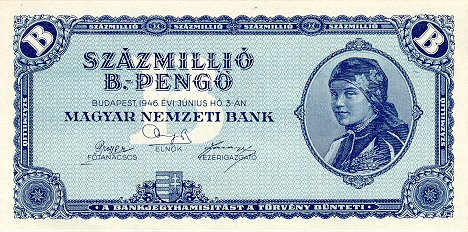
Banconota da 100.000.000.000.000.000.000 pengő in circolazione dall'11 al 31 luglio 1946

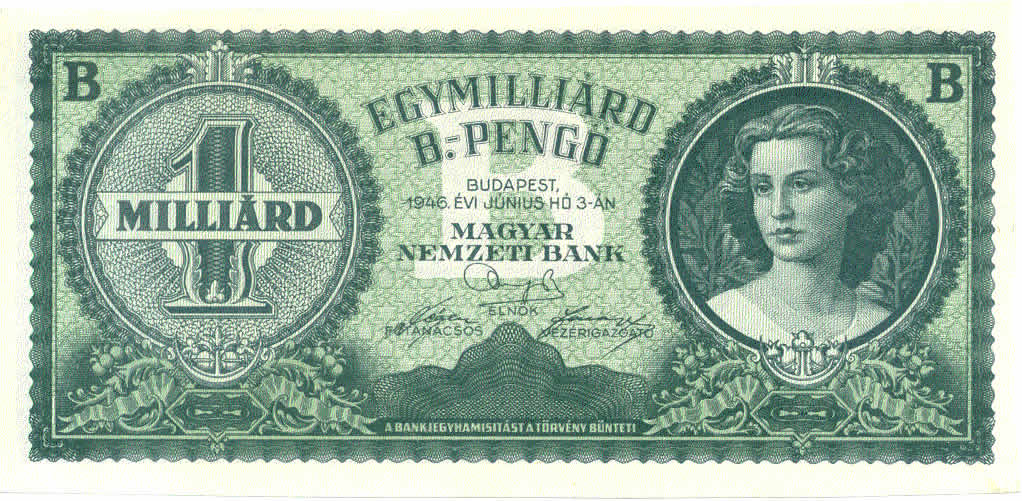
Banconota da 1.000.000.000.000.000.000.000 pengő, mai entrata in circolazione

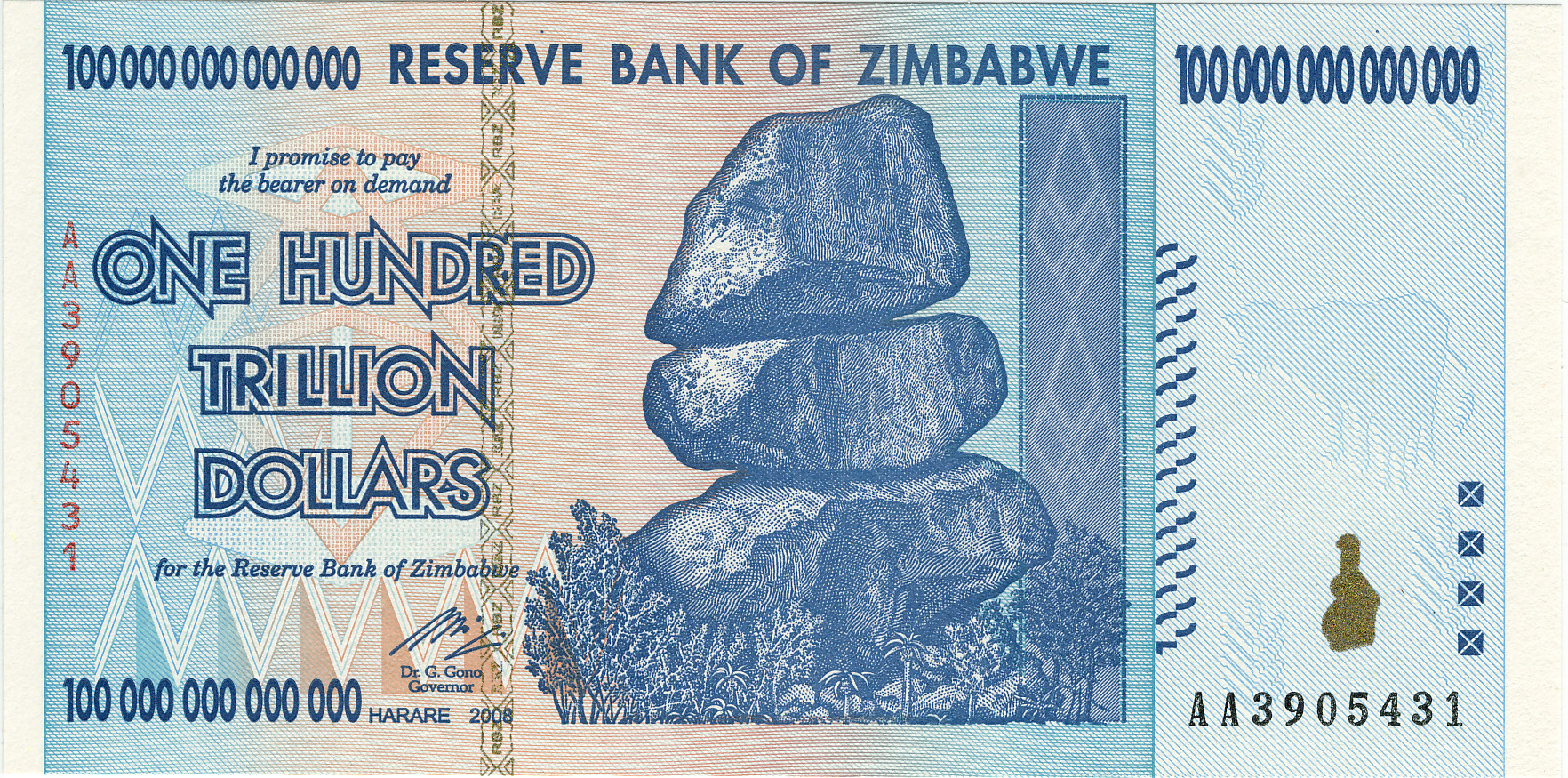
Banconota da 100.000.000.000.000 dollari zimbabwiani in circolazione dal 16 gennaio al 12 aprile 2009

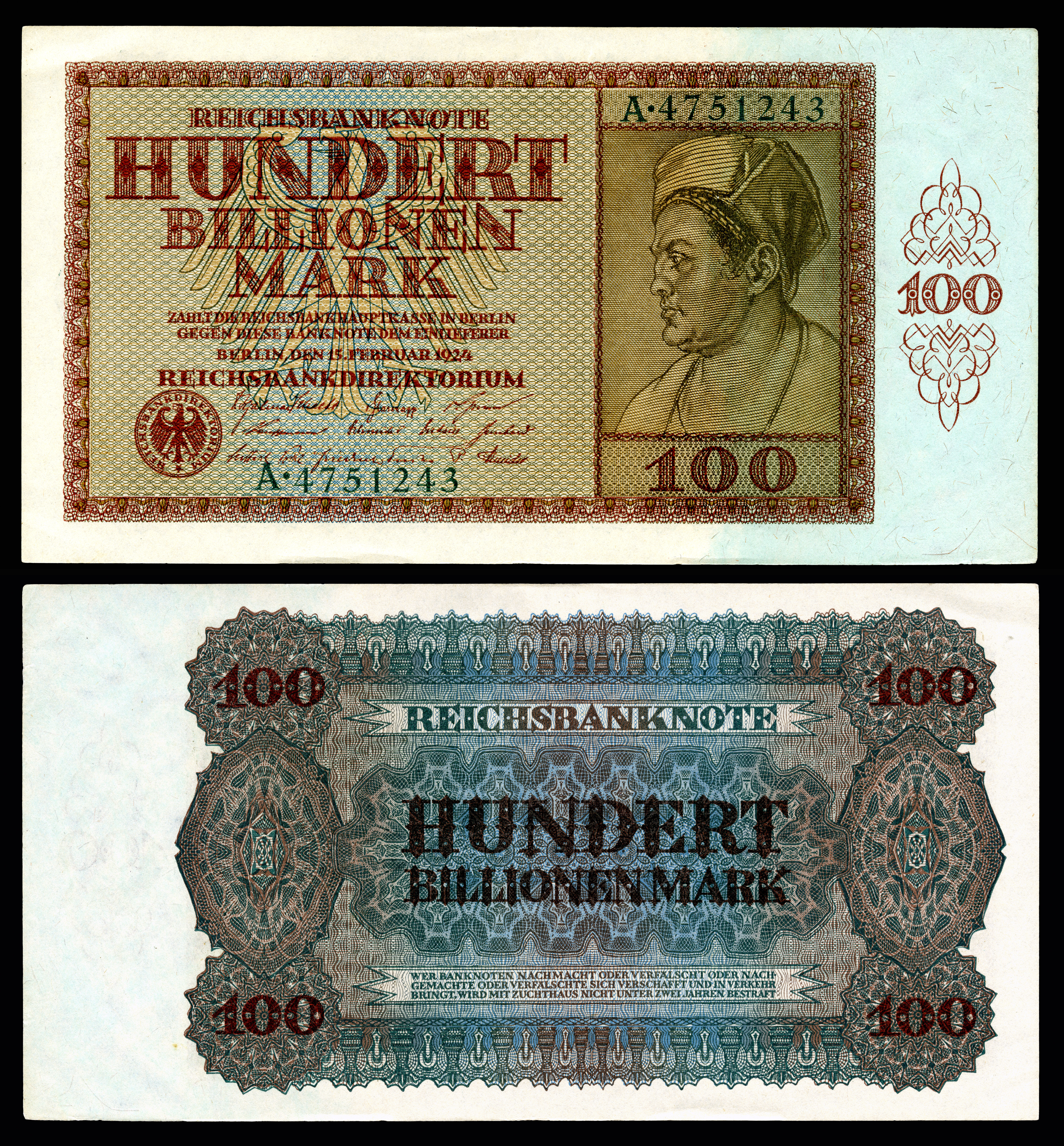
Banconota da 100.000.000.000.000 Papiermark in circolazione nell'ottobre-novembre 1923

| Iperinflazioni più alte della storia | Iperinflazioni più alte della storia | Iperinflazioni più alte della storia | Iperinflazioni più alte della storia | Iperinflazioni più alte della storia | Iperinflazioni più alte della storia         | Iperinflazioni più alte della storia |
| Paese                                | Moneta                               | Data                                 | Tasso d'inflazione mensile           | Tasso d'inflazione giornaliero       | Tempo necessario per il raddoppio dei prezzi | Banconota di taglio più elevato      |
| ------------------------------------ | ------------------------------------ | ------------------------------------ | ------------------------------------ | ------------------------------------ | -------------------------------------------- | ------------------------------------ |
| Ungheria                             | Pengő ungherese                      | luglio 1946                          | 4,19 × 1016%                         | 207,19%                              | 15 ore                                       | 100.000.000.000.000.000.000 pengő    |
| Zimbabwe                             | Dollaro zimbabwiano                  | novembre 2008                        | 7,96 × 1010%                         | 98,01%                               | 24,7 ore                                     | 100.000.000.000.000 dollari          |
| Jugoslavia                           | Dinaro jugoslavo                     | gennaio 1994                         | 3,13 × 108%                          | 64,63%                               | 1,4 giorni                                   | 500.000.000.000 dinari               |
| Germania                             | Papiermark                           | ottobre 1923                         | 29.500%                              | 20,87%                               | 3,7 giorni                                   | 100.000.000.000.000 Papiermark       |
| Grecia                               | Dracma greca                         | ottobre 1944                         | 13.800%                              | 17,84%                               | 4,3 giorni                                   | 100.000.000.000 dracme               |
| Taiwan                               | Vecchio dollaro taiwanese            | maggio 1949                          | 2.178%                               | 10,98%                               | 6,7 giorni                                   | 1.000.000 dollari                    |

## Cause dell'iperinflazione
Un'eccessiva quantità di moneta circolante è uno dei principali fattori di inflazione e di iperinflazione. Tale tesi fu sostenuta negli scritti di Locke e Hume.
Tale eccesso può dipendere da un'eccessiva emissione di moneta circolante da parte delle banche centrali e degli istituti di credito, o da una conversione dei depositi in moneta circolante, superiore alla media. Questa monetizzazione degli attivi di famiglie, imprese, Stato (quali depositi in conto corrente, titoli, valute estere, ecc.) avviene in presenza di un bank run, di una crisi di liquidità, di un'eccessiva svalutazione.
In questi casi, i soggetti economici prelevano molto di più dei loro risparmi perché temono di perdere il loro denaro, o perché necessitano di somme maggiori per fronteggiare investimenti e spese correnti.
Il secondo fattore, l'emissione di nuova moneta, da parte di banche centrali e altri istituti di credito, può essere rivolta a soddisfare le esigenze di liquidità di qualche soggetto economico - come Stato, finanza o imprese - trascurando le conseguenze per l'intero sistema di un'eccessiva massa monetaria.
Il finanziamento di una quota consistente della spesa pubblica attraverso l'emissione di moneta anziché tramite le imposte e l'emissione di titoli del debito pubblico: questo può accadere in caso di guerra ("economia di guerra") o per lo shock economico di un default (fallimento) dello Stato o di gruppi finanziari, economici o industriali di importanza economica pari a quella dello Stato stesso.
L'iperinflazione crea un vantaggio per il capitale di debito, perché il valore di mercato dei beni acquistati può crescere di qualche ordine di grandezza e, vendendo qualche bene del patrimonio, il debito può essere saldato rapidamente. Tuttavia, è molto meno probabile riuscire a realizzare una compravendita.
Le conseguenze sui redditi dell'iperinflazione sono diverse a seconda delle attività:
- i commercianti e chi offre servizi a pagamento possono adeguare giornalmente i prezzi delle merci che vendono e sono quelli che ne risentono meno;
- gli stipendiati (operai, impiegati, ecc.) ne sono più colpiti, ma possono premere sui loro datori di lavoro affinché il loro salario aumenti, sia pure più lentamente dell'inflazione stessa (con il pericolo però che si inneschi la cosiddetta spirale prezzi-salari);
- la situazione peggiore la vivono gli agricoltori, e soprattutto i coltivatori dediti a coltivazioni annuali (cioè che vendono il loro raccolto una volta l'anno) sono i più colpiti di tutti, perché il valore in denaro che ricavano dalla vendita si perde quasi completamente da un raccolto all'altro, e restano per la maggior parte dell'anno privi di sussistenza; perciò gli agricoltori sono i primi, in caso di forte inflazione, a preferire lo scambio di beni in natura, cioè il baratto, e a rifiutare i pagamenti in monete.

La continua perdita di potere di acquisto della moneta (tipica dei periodi di iperinflazione) spinge poi gli operatori a disfarsi quanto prima possibile della moneta ricevuta, contribuendo ad accelerare ancora di più il fenomeno inflativo (a causa dell'aumento della velocità di circolazione della moneta così prodotto); si innesca così un circolo vizioso, che in assenza di un intervento deciso dell'autorità monetaria non può essere interrotto.
Per l'alterazione profonda che ne deriva nella distribuzione dei redditi, l'iperinflazione ha sempre ripercussioni sull'equilibrio politico del sistema.
Le conseguenze più gravi dei fenomeni di iperinflazione sono però quelle prodotte sull'economia reale: l'incertezza sul valore della moneta si trasmette sull'intera attività economica, scoraggiando gli investimenti, con gravi conseguenze sui livelli di reddito nazionale e di occupazione (inasprendo così la situazione di crisi della popolazione).

## Soluzioni contro l'iperinflazione
Le gravi crisi economico-finanziarie e le conseguenze devastanti che ne sono derivate in termini di perdita di potere d'acquisto, mancanza di liquidità, difficoltà di accesso ai finanziamenti hanno spinto l'interesse generale a ricercare sistemi di scambio e di valuta alternativi a quello monetario tradizionale che siano in grado di dare respiro all'economia e di incentivarne la ripresa.
Le soluzioni istituzionali a una situazione di iperinflazione passano tutte attraverso profonde riforme del sistema politico, economico e sociale, che vanno valutate a seconda dei singoli casi; le persone comuni, di fronte a una situazione come quella descritta, reagiscono sostanzialmente in due modi:
1. Ritornare al baratto; è facile da mettere in pratica per le transazioni quotidiane e permette di sfuggire in parte alla devastante spirale prezzi-salari dell'iperinflazione. Questa soluzione si è evoluta in tempi recenti grazie anche alle possibilità offerte da internet, per esempio nel corporate barter, riferito al B2B, cioè lo scambio di beni e servizi in compensazione: non è limitato al puro scambio bilaterale di merci, bensì consente a chi acquista beni o servizi da un'azienda di compensare il valore dell'acquisto in un momento successivo con la vendita di propri beni o servizi a qualsiasi altra azienda ne faccia richiesta. Questo meccanismo avviene all'interno di un circuito di barter regolato da un mediatore che ne favorisce l'equilibrio attraverso la concessione di debiti, verso chi acquista, e crediti, verso chi vende, che non generano interessi e che vengono annotati sopra un conto virtuale. Il barter permette quindi di acquistare beni o servizi senza attingere dalle proprie risorse liquide e senza dover chiedere un prestito e pagarne gli interessi.
2. Accettare pagamenti solo in monete straniere, non inflazionate. Invece di farsi pagare nella moneta locale soggetta a iperinflazione, chi può farlo sceglie di farsi pagare con moneta di altri paesi finanziariamente solidi: per esempio è stata prassi comune nella seconda metà del ventesimo secolo, in molti paesi del terzo mondo e non solo, accettare pagamenti in dollari invece che nella valuta locale. Sono nate, nell'ultimo ventennio, una serie di "monete solidali" come il Tau in Italia, il Wir in Svizzera (nato nel 1934) o gli Ithaca Hours negli USA, con lo scopo di garantire chi li usa dalla perdita di valore dovuta all'inflazione e alla speculazione. Va detto però che l'inflazione in questi anni (2000-2010) è stata minima, quindi finora nessuna di queste monete alternative è mai stata messa alla prova.

Questi due fenomeni contengono gli effetti dell'iperinflazione, ma non li annullano: rimane necessario ricorrere alla valuta inflazionata per pagare le tasse, i servizi pubblici, i contributi pensionistici, le utenze, le sanzioni. I datori di lavoro pagheranno comunque i lavoratori in moneta inflazionata, perché lo troveranno più conveniente. Una soluzione definitiva all'iperinflazione può essere solo istituzionale, sistemica.